# اوچ تیوب
اوچ تیوب (به لاتین: Uch-Tyube) یک منطقهٔ مسکونی در قرقیزستان است که در استان اوش واقع شده‌است.

## خصوصیات
اوچ تیوب ۲٬۳۹۰ متر بالاتر از سطح دریا واقع شده‌است.